# Frankenstein contre l'homme invisible
Pour plus de détails, voir Fiche technique et Distribution.
Frankenstein contre l'homme invisible (titre original : Frankenstein 1970) est un film américain réalisé par Howard W. Koch, sorti en 1958.

## Fiche technique
- Titre original : Frankenstein 1970
- Titre français : Frankenstein contre l'homme invisible
- Réalisation : Howard W. Koch
- Assistant-réalisateur : George Vieira
- Scénario : Richard H. Landau, Charles A. Moses, Aubrey Schenck et George Worthing Yates
- Photographie : Carl E. Guthrie
- Montage : John A. Bushelman
- Musique : Paul Dunlap
- Direction artistique : Jack T. Collis
- Décors : Jerry Welch
- Costumes :
- Son : Francis E. Stahl
- Producteur : Aubrey Schenck
- Pays d'origine :  États-Unis
- Société de production : Aubrey Schenck Productions
- Société(s) de distribution : Allied Artists Pictures	(États-Unis), International Film Distributors (Canada), Associated British-Pathé (Royaume-Uni
- Langue de tournage : Anglais, Allemand
- Format : Noir et blanc — 35 mm — 2,35:1 (CinemaScope) — Son : Mono (RCA Sound Recording)
- Genre : Film de science-fiction, Film d'horreur
- Durée : 83 minutes
- Dates de sortie :
  - États-Unis : 20 juillet 1958
  - Royaume-Uni : 22 septembre 1958
  - Allemagne de l'Ouest : 28 mars 1959
  - France : 29 avril 1959
  - Belgique : 19 juin 1959
- Affiche : Gilbert Allard (France)

## Distribution
- Boris Karloff : Baron Victor von Frankenstein
- Tom Duggan : Mike Shaw
- Jana Lund : Carolyn Hayes
- Don 'Red' Barry : Douglas Row
- Rudolph Anders : Wilhelm Gottfried
- John Dennis : Morgan Haley
- Mike Lane : Hans Himmler / le monstre